# 月下の恋
『月下の恋』（げっかのこい、Haunted）は、1995年のイギリス・アメリカ合衆国のミステリホラー映画。ルイス・ギルバート監督、エイダン・クイン、ケイト・ベッキンセイル、アンソニー・アンドリュース、ジョン・ギールグッド出演。ジェームズ・ハーバートによる同名小説（本作公開前の日本語題は『悪夢』で、公開後映画と同じ題名で再出版された）が原作である。製作会社のダブル"A"ピクチャーズはアンソニー・アンドリュースが立ち上げた会社で、ルイス・ギルバートとアンドリュースはプロデューサーも担当している。物語の中心となる舞台のエドブルック邸の撮影は、ウェスト・サセックスにあるパーハム・パーク内に建つパーハム・ハウスで行われた。
日本では現在のタイトルで劇場公開され、VHS発売時に原題をそのまま読んだ『ホーンテッド』と改題されたが、2001年発売のDVD及び2015年発売のブルーレイでは元のタイトルに戻された。

## あらすじ
1905年のイングランドサセックス、デヴィッド・アッシュと双子の妹ジュリエットが遊んでいるときに彼女はバランスを崩して倒れ、石で頭を強打し池に落ち死亡してしまう。その出来事以来、デヴィッドは自分の所為で妹が死んだと自責の念を抱き続けていた。事故直後に母親メアリーと一緒に故郷のアメリカに移り住んだデヴィッドは、1928年にイギリスへと戻ってケンバリー大学で超心理学の教授になった。彼は幽霊の存在を否定することに人生の大半を費やし、いんちきな降霊術を暴き世間に公表していた。いつも通りからくりを暴いた直後、偽霊媒師だと思っていたブロントスキー夫人から幼い頃に亡くしたジュリエットの声が聞こえたデヴィッドだが、気のせいだとして深く考えなかった。そんなとき秘書のケイトから、以前からたびたび手紙で悪霊に取り憑かれたと主張するウェッブという人物とデヴィッドが、マリエル家の屋敷に来ることを約束したとする手紙が届いたことを知らされる。相手にしないつもりだったデヴィッドだが、サセックスのエドブルック邸だと聞いて行くことを決める。
駅に着いたデヴィッドはウェッブの代わりに出迎えに来たというクリスティーナと会い、美しい彼女に魅了される。彼女の運転する車で屋敷に到着したデヴィッドは、ばあやと呼ばれるウェッブと顔を合わせる。口数が少ない彼女と挨拶を交わした後、デヴィッドが屋敷を見学しているときにマリエル家で最年長のロバートと次男のサイモンと会う。その日の夜中、デヴィッドがドアを開こうとするが反対側から引っ張られて開かなかった。翌日、このようないたずらは気に食わないとロバートたちに話すデヴィッドだが、そのときばあやが突然皿を落とし怯えた表情を浮かべる。誰もいない空間に話しかけるばあやを見たデヴィッドは、詳しい事情を知るために話を聞く。彼女が亡くなったマリエル家の先代のことを今でも思っているため、精神的な問題だと感じたデヴィッドは心配することをやめれば悩みは消えると伝える。クリスティーナからいたずらはサイモンのしわざだと言われたデヴィッドは、彼がやったことだと分かっていたがばあやを苦しめることはやめさせるように話す。そしてばあやには自分ではなく医者が必要だと言った上で、幽霊がいないことをばあやに示すためしばらくここに滞在することをクリスティーナに伝える。
ロバートたち兄妹3人が外出し、ばあやと2人きりになったデヴィッドは、屋敷には幽霊が存在しないと彼女に言い聞かせるが、急にばあやが苦しがる。彼女を椅子に座らせ安静にするよう言った後、デヴィッドは幽霊が人間のしわざだという証拠をつかむための仕掛けをする。そのとき、クリスティーナに呼ばれた主治医のドイル医師が訪問してきたため、応対したデヴィッドはばあやの様子を伝える。診察が終わったドイル医師が帰った後、ピアノを弾く音が聞こえ部屋に入るとそこにクリスティーナが居た。彼女と話していると少女の声がしたため、2人は不審に感じる。幽霊が存在しないと思っているデヴィッドは美しいクリスティーナと恋に落ちていくが、ロバートからそのことを咎められもうここにいる理由がないのなら帰るよう言われる。だがその後、次々と説明できない怪奇現象が起こり始める。

## キャスト
※括弧内は日本語吹替
- デヴィッド・アッシュ - エイダン・クイン（谷口節）
- クリスティーナ・マリエル - ケイト・ベッキンセイル（岡本麻弥）
- ロバート・マリエル - アンソニー・アンドリュース（堀勝之祐）
- ドイル医師 - ジョン・ギールグッド（丸山詠二）
- テス・ウェッブ”ばあや” - アンナ・マッセイ（英語版）（島美弥子）
- サイモン・マリエル - アレックス・ロー（英語版）（江原正士）
- ジュリエット・アッシュ - ヴィクトリア・シャレット（英語版）（永迫舞）
- ケイト - ジェラルディン・ソマーヴィル（英語版）（相沢恵子）
- 幼いデヴィッド - ピーター・イングランド（英語版）（長谷川智子）
- ブロントスキー夫人 - リンダ・バセット（英語版）（寺内よりえ）
- クレア - アリス・ダグラス
- 年老いたジプシーの女性 - リズ・スミス（英語版）（定岡小百合）
- リーアム - エドマンド・モリアーティ（坪井智浩）
- メアリー - エミリー・ハミルトン（英語版）

- その他吹き替え：大坂史子

## スタッフ
- 監督：ルイス・ギルバート
- 脚本：ティム・プレイジャー（英語版）、ボブ・ケレット（英語版）、ルイス・ギルバート
- 原作：ジェームズ・ハーバート（英語版）
- 製作：アンソニー・アンドリュース、ルイス・ギルバート
- 製作総指揮：フランシス・フォード・コッポラ、フレッド・フックス、ラルフ・カンプ、ジェフ・クリーマン
- 撮影監督：トニー・ピアース＝ロバーツ
- プロダクションデザイナー：ブライアン・アクランド＝スノウ（英語版）、ジョン・フェナー
- 編集：ジョン・ジンプソン（英語版）
- 衣裳デザイン：キャンディ・パターソン、ジェーン・ロビンソン
- 音楽：デビー・ワイズマン（英語版）
- 特殊効果スーパーバイザー：ピーター・ハッチンソン

日本語版スタッフ
- 日本語字幕：遠藤寿美子
- 吹替翻訳：辺見真起子